# سوسکچه‌های نخستین پاچیورا
سوسکچه‌های نخستین پاچیورا(نام علمی: Pachyura) نام یک سرده از زیرخانواده سوسکچه‌های نخستین بلینا است.